# Arthur Wheelock Moulton
Arthur Wheelock Moulton (Worcester, 2 mei 1873 — Salt Lake City, 18 augustus 1962) was een Amerikaans geestelijke en een bisschop in de Episcopaalse Kerk.
Moulton studeerde af aan Hobart College in Geneva waar hij lid was van de was het studentencorps Sigma Chi, woonde en studeerde vervolgens op het bisschoppelijk seminarie en was leerling op de bisschoppelijke theologische school. Hij werd in 1901 tot priester gewijd in de protestantse Episcopaalse Kerk. Van 1900 tot 1918 was hij pastoor en rector van Grace Church in Lawrence, Massachusetts.
Arthur Wheelock Moulton diende in de Eerste Wereldoorlog als aalmoezenier bij het Amerikaanse veldartillerie en op een basisziekenhuis van het Amerikaanse expeditieleger in Frankrijk. In 1920 werd hij tot vijfde episcopale bisschop van Utah gewijd, een ambt dat hij tot zijn pensionering in 1946 vervulde. Als bisschop bevorderde Arthur Wheelock Moulton goede relaties tussen de Mormonen en de episcopale kerk. Hij schreef twee boeken; Memoir of Augustinus H. Amory (1909) en It Came to Pass (1916).
Na zijn pensionering van 1946 voerde Moulton campagne voor wereldvrede. Hij leende zijn naam aan communistische groepen, maar in 1951 weigerde hij de door de Sovjet-Unie aan hem toegekende Stalin Vredesprijs en de daaraan verbonden $ 25.000 met naar verluidt deze verklaring; "The only reward I want in working for peace is peace".